# Laguna (película)
Laguna es una película de drama y suspenso de 2001, dirigida por Dennis Berry, escrita por Augusto Caminito, Claude Harz y David Linter, musicalizada por Paolo Buonvino, en la fotografía estuvo Roberto D’Ettorre Piazzoli y los protagonistas son Henry Cavill, Emmanuelle Seigner y Joe Mantegna, entre otros. El filme fue realizado por Davis-Films y Kingsborough Pictures, se estrenó el 14 de abril de 2001.

## Sinopsis
Criado por un tío en Nueva York luego de que la mafia asesinara a sus padres, Thomas, ahora un hombre, es enviado a vivir a Italia. Una vez ahí, comienza a sentir atracción por Thelma, la enigmática esposa de su tío. Al poco tiempo sabrá la verdad sobre el homicidio de sus padres y planeará una forma de vengarse.